# Comic book archive
Comic book archive o comic book reader file è un tipo di file archivio per visualizzare una sequenza di immagini, soprattutto fumetti.
L'idea è iniziata dal popolare visualizzatore di immagini CDisplay.

## Descrizione
Questo tipo di file archivio quindi non è altro che un file compresso in .zip o .rar contenente una serie di immagini in formato .jpg o .png opportunamente rinominato in .cbz o .cbr per il suo utilizzo con programmi di lettura appositi.
Da notare che il programma 7-Zip, open source, è in grado di creare quasi tutti i formati di archivi, tranne un paio di formati "chiusi" che vengono  creati con programmi 
proprietari: il molto diffuso formato .cbr (che si crea esclusivamente con WinRAR) e il poco diffuso formato .cba (che si crea esclusivamente con WinACE).
Questi lettori sono molto più potenti e flessibili di quelli che di default sono presenti nei vari sistemi operativi, in quanto i fumetti scansionati non sono tutti dello stesso formato: ad esempio per i fumetti più vecchi ci sono le classiche strisce orizzontali, gli albi Marvel presentano delle dimensioni diverse dalle pubblicazioni Bonelli, mentre i "neri" italiani sono diversi dal classico Topolino.
Gli stessi archivi di immagini presentano dei vantaggi rispetto a un archivio in .pdf contenente immagini:
- meno risorse della CPU per l'apertura;
- estrazione facilitata dell'immagine desiderata contenuta negli archivi;
- formato ampiamente standard (come il .pdf) e multipiattaforma (Windows, Linux, Mac, Android che quindi consentono la lettura su PC desktop, notebook, tablet, E-book Readers, eccetera).

Oltre che per i fumetti è ottimo per tutti quei documenti multipagina scansionati, come riviste o altro.
Ricapitolando, questo formato di file viene utilizzato specialmente per le immagini digitalizzate, cioè trasformate dal formato cartaceo a quello elettronico, ed è comodo anche per raccogliere le proprie immagini in archivi compressi, per poi essere archiviati sugli hard disk.

## Formato

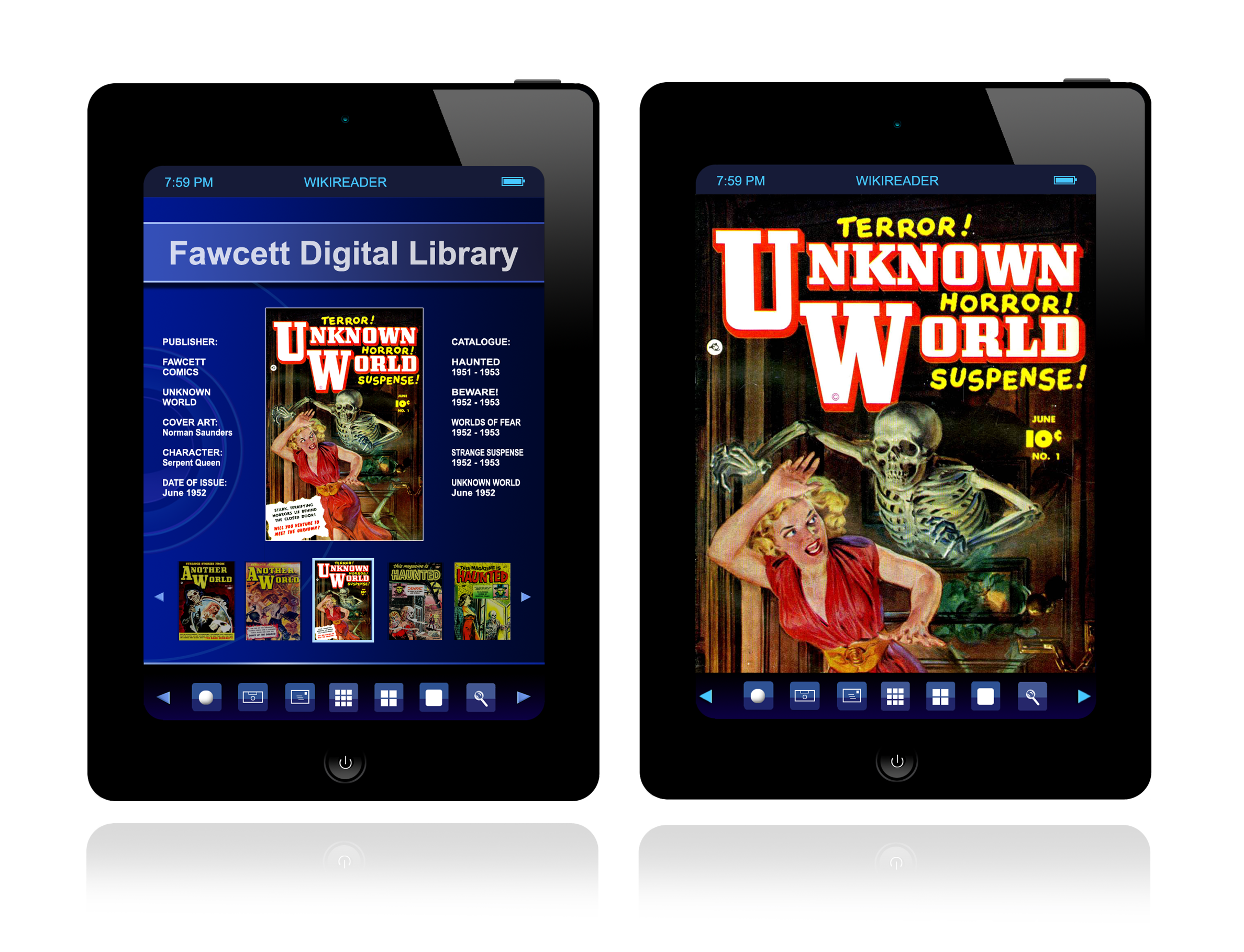

Il Comic book archive consiste in una serie di immagini digitali, di solito PNG o JPEG compresse in un file archivio con estensione:
- .cbr → RAR
- .cbz → ZIP
- .cb7 → 7z
- .cbt → TAR
- .cba → ACE

## Altri programmi
- CDisplayEx, su sourceforge.net.
- GonVisor, su gonvisor.com.
- ComiXed, su comixedproject.org.
- Comix, su comix.sourceforge.net.
- ComicRack, su comicrack.cyolito.com.
- Comics!, su amigan.net. URL consultato il 10 febbraio 2014 (archiviato dall'url originale il 25 febbraio 2014).
- Comic Storm, su appstore.com.